# Catamenia
Catamenia és un gènere d'ocells de la família dels tràupids (Thraupidae). Aquestes espècies es troben a zones més obertes dels Andes i les terres baixes adjacents. Els mascles són principalment grisos; les femelles són marronoses i ratllades. Els dos sexes tenen un distintiu crissum de castanyer.

## Taxonomia
Segons la Classificació del Congrés Ornitològic Internacional (versió 2.5, 2010) aquest gènere està format per tres espècies:
| Imatge | Nom científic       | Distribució        |                                                               |
| ------ | ------------------- | ------------------ | ------------------------------------------------------------- |
|        | Catamenia analis    | menjagrà cuabarrat | Argentina, Bolívia, Xile, Colòmbia, Equador i Perú            |
|        | Catamenia inornata  | menjagrà modest    | Argentina, Bolívia, Xile, Colòmbia, Equador, Perú i Veneçuela |
|        | Catamenia homochroa | menjagrà de páramo | Bolívia, Brasil, Colòmbia, Equador, Perú i Veneçuela          |